# Bob Neuwirth
Robert John Neuwirth (* 20. Juni 1939 in Akron, Ohio; † 18. Mai 2022 in Santa Monica) war ein US-amerikanischer Singer-Songwriter, Produzent und Bildender Künstler. Er wurde vor allem als Road Manager von Bob Dylans Rolling Thunder Revue und Co-Autor von Janis Joplins Klassiker Mercedes Benz bekannt.

## Leben
Bob Neuwirth wurde als Sohn von Robert und Clara Neuwirth geboren. Er studierte an der Ohio University, bevor er 1959 an die School of the Museum of Fine Arts in Boston wechselte. Nachdem er das College verlassen hatte, ging er nach Paris. In dieser Zeit lernte er Banjo, Gitarre und Harmonika spielen und trat gemeinsam mit Ramblin’ Jack Elliott als Straßenmusiker auf. Danach kehrte er nach Boston zurück.
1961 traf er Bob Dylan, mit dem er sich bald anfreundete, und wurde dessen Road Manager. Er war beteiligt an Dylans Englandtournee 1965 und dessen Aufsehen erregenden Auftritt beim Newport Folk Festival im gleichen Jahr. Er war beteiligt an D.A. Pennebakers Dokumentarfilm Dont Look Back von 1967, bevor er sich zurückzog und erst wieder für die Produktion von Dylans Rolling Thunder Revue 1975 zurückkehrte.
1970 war er mit Michael McClure Co-Autor von Janis Joplins A-cappella-Hit Mercedes Benz und machte die Sängerin mit Kris Kristofferson, dem Komponisten ihres postumen Hits Me and Bobby McGee bekannt.
Nachdem er sich in den 1970ern in Los Angeles niedergelassen hatte, veröffentlichte er 1974 sein Debütalbum Bob Neuwirth bei Asylum Records. Trotz der Beteiligung namhafter Musiker wie Kris Kristofferson, Booker T. Jones, Rita Coolidge, Chris Hillman, Cass Elliot, Dusty Springfield und anderen wurde es kein kommerzieller Erfolg. Erst 14 Jahre später sollte sein zweites Album erscheinen. Auch seine späteren Veröffentlichungen unter eigenem Namen erschienen unter Mitwirkung von bekannten und erfolgreichen Musikern wie beispielsweise John Cale oder Patti Smith. Der große Erfolg als Musiker blieb allerdings aus und so wandte er sich verstärkt der Malerei zu. Als größten Einfluss auf seinen farbenfrohen abstrakten Stil nannte er Jackson Pollock.

## Veröffentlichungen
- Bob Neuwirth (Asylum, 1974)
- Back to the Front (Cold Castle, 1988)
- 99 Monkeys (Cold Castle, 1990)
- Last Day on Earth (MCA, 1994)
- Look Up (Watermelon, 1996)
- Havana Midnight (Dreamsville Records, 1999, mit José Maria Vitier)